# DS Rio de Janeiro
DS Rio de Janeiro var et fragtskib bygget i 1914 for det tyske rederi Hamburg Süd. Hun blev døbt DS Santa Ines, men navnet blev ændret til DS Rio de Janeiro i 1921. Skibet blev beslaglagt af den tyske flåde 7. marts 1940, og deltog som troppeskib forud for angrebet på Norge under 2. verdenskrig i april 1940, med destination Bergen.

## Skæbneturen
Skibet forlod Stettin 6. april 1940 kl 03:00. Der var ialt 380 mand om bord på skibet, som også var lastet med seks 20 mm Flak 38 kanoner, fire 105 mm antiluftskyts kanoner, 73 heste, 71 køretøjer og 292 tons forsyninger, dyrefoder, brændstof og ammunition.
Skibet blev den 8. april kl 11:15, dagen før Operation Weserübung torpederet og sænket af den polske ubåd ORP Orzeł i Skagerrak udfor Lillesand. Ca. 180 mænd blev reddet af norske fiskerbåde og andre lokale fartøjer, mens 200 mænd døde. Tilstedeværelsen af heste og af uniformerede tyske soldater blandt de reddede som hævdede, at skibets destination var Bergen, blev rapporteret til flere norske myndigheder, uden at nogen lod til at indse, at en invasion var umiddelbart forestående.
Vraget blev først fundet i sommeren 2015, hvor det blev det lokaliseret af dykkere.. Dog er der stadig fundet dele af vraget.